# Elwyn L. Simons
Elwyn LaVerne Simons
Elwyn L. Simons ou Elwyn LaVerne Simons (14 juillet 1930 - 6 mars 2016 ) est un paléontologue américain, paléozoologue.

## Présentation
Défenseur de la faune pour les primates, il est connu comme le père de la paléontologie moderne des primates pour sa découverte de certains des premiers antécédents de l'humanité.
Son travail sur le terrain en paléontologie se situe des sites en Égypte, à Madagascar et dans l'État américain du Wyoming.
Il a écrit plus de 300 livres et articles de recherche, en tant qu'auteur unique ou co-auteur avec ses étudiants et collègues. Il est membre à la fois de l'Académie nationale des sciences (États-Unis) et de l'American Philosophical Society.